# Akvilė
Akvilė ist ein weiblicher litauischer Vorname.

## Bedeutung und Herkunft
Der Vorname wird im litauischen verwendet und ist eine Version des Namens Aquila, welcher lateinischen Ursprungs ist „Adler“ bedeutet. Zu Zeiten des Römischen Reiches fand der Name Aquila als Cognomen Verwendung. Später fand der Name Verbreitung durch die Erwähnung der Eheleute Priszilla und Aquila im Neuen Testament.
Anders als die ursprüngliche, lateinische Version wird Akvilė ausschließlich weiblich vergeben.

## Namensträgerinnen
- Akvilė Andriukaitytė (* 2000), Sprinterin
- Akvilė Paražinskaitė (* 1996), Tennisspielerin
- Akvilė Stapušaitytė (* 1986), Badmintonspielerin